# Acajete (kommun i Mexiko, Veracruz)
Acajete är en kommun i Mexiko.   Den ligger i delstaten Veracruz, i den sydöstra delen av landet, 220 km öster om huvudstaden Mexico City. Antalet invånare är 7 558. Arean är 90 kvadratkilometer.
Terrängen i Acajete är huvudsakligen kuperad, men söderut är den bergig.
Följande samhällen finns i Acajete:
- La Joya
- Puentecillas
- Plan de Sedeño
- Acocota
- Mesa de la Yerba
- Dos Veredas
- Toxtlacoayilla
- El Encinal Dos
- Parajillos
- Cruz Verde
- Pata Mole
- Barranquillas